# Bernd Rohr (Radsportler)
Bernd Rohr (* 13. November 1937 in Mannheim; †  6. Dezember 2022 ebenda) war ein deutscher Radrennfahrer und Weltmeister im Radsport.

## Sportliche Laufbahn
1957 wurde Bernd Rohr erstmals deutscher Amateur-Meister in der Mannschaftsverfolgung. Bis 1961 folgten zwei weitere Titel. 1962 wurde er gemeinsam mit Lothar Claesges, Ehrenfried Rudolph und Klaus May in Mailand Weltmeister in dieser Disziplin. Zudem wurde er ab 1961 drei Mal in Folge deutscher Meister im Mannschaftszeitfahren. Alle seine Mannschaftsmeistertitel gewann er mit seinem Verein RRC Endspurt 1924 Mannheim, für den in früheren Jahren auch Rudi Altig und sein Bruder Willi Altig gestartet waren.
1966 wurde Rohr Profi und als solcher 1966 und 1967 deutscher Vize-Meister im Sprint. 1966 wurde er 25. des Amstel Gold Race. Er startete auch bei 14 Sechstagerennen. So belegte er 1965 mit Dieter Kemper beim Berliner Sechstagerennen Platz sechs.
Bernd Rohr starb am 5. Dezember 2022 im Alter von 85 Jahren in seiner Heimatstadt Mannheim.

## Ehrungen
Für seine sportlichen Leistungen erhielt Rohr am 29. Februar 1964 das Silberne Lorbeerblatt. Er war Ehrenmitglied seines Vereins RRC Endspurt Mannheim.

## Erfolge
1957
- Deutscher Amateur-Meister – Mannschaftsverfolgung (mit Rudi Altig, Willi Altig und Hans Mangold)

1960
- Deutscher Amateur-Meister – Mannschaftsverfolgung (mit Hans Mangold, Karlheinz Karg und Klaus Hinschütz)

1961
- Deutscher Amateur-Meister – Mannschaftsverfolgung (mit Hans Mangold, Klaus May und Klaus Hinschütz)

1962
- Weltmeister – Mannschaftsverfolgung (mit Ehrenfried Rudolph, Klaus May und Lothar Claesges)

### Straße
1961
- Deutscher Amateur-Meister – Mannschaftszeitfahren (mit Klaus May und Rüdiger Meindl)

1962
- Deutscher Amateur-Meister – Mannschaftszeitfahren (mit Rüdiger Meindl, Hans Mangold und Horst Ruster)

1963
- Deutscher Amateur-Meister – Mannschaftszeitfahren (mit Rüdiger Meindl, Hans Mangold und Klaus May)